# Oktoberfest van Blumenau
Het Oktoberfest van Blumenau is een Duits traditioneel volksfeest dat jaarlijks plaatsvindt midden oktober in Blumenau, Santa Catarina, Brazilië. Dit feest wordt beschouwd als het grootste oktoberfest in Zuid-Amerika en het behoort samen met het Kitchener-Waterloo Oktoberfest in Canada tot het grootste in zijn soort, na het  Oktoberfest in München. Het feest gaat door in het Parque Vila Germânica in het district Bairro da Velha en duurt 18 dagen.

## Geschiedenis
Het feest werd de eerste maal georganiseerd in 1984 na de overstroming van de Itajaí-Açu rivier, met als doel de economie van de stad te laten heropleven en het moreel van de bewoners op te krikken. Voordien waren er al plannen door een aantal zakenlui om een festival te starten analoog aan het Oktoberfest in München, maar door de gebeurtenissen werden deze bespoedigd. Vanaf de eerste editie kende het festival een groot succes en momenteel trekt dit festival jaarlijks circa 700.000 bezoekers. Behalve de bierfeesten zijn er onder andere ook volksdansen, schietwedstrijden en Duitse muziek, klederdrachten en  eten en drinken. Behalve "Fritz" en "Frida" (typische Duitse karakters) zijn ook "Vovó e Vovô Chopão" (opa en oma Grote Beer) de officiële mascottes van het evenement.

## Koningin van het Oktoberfest

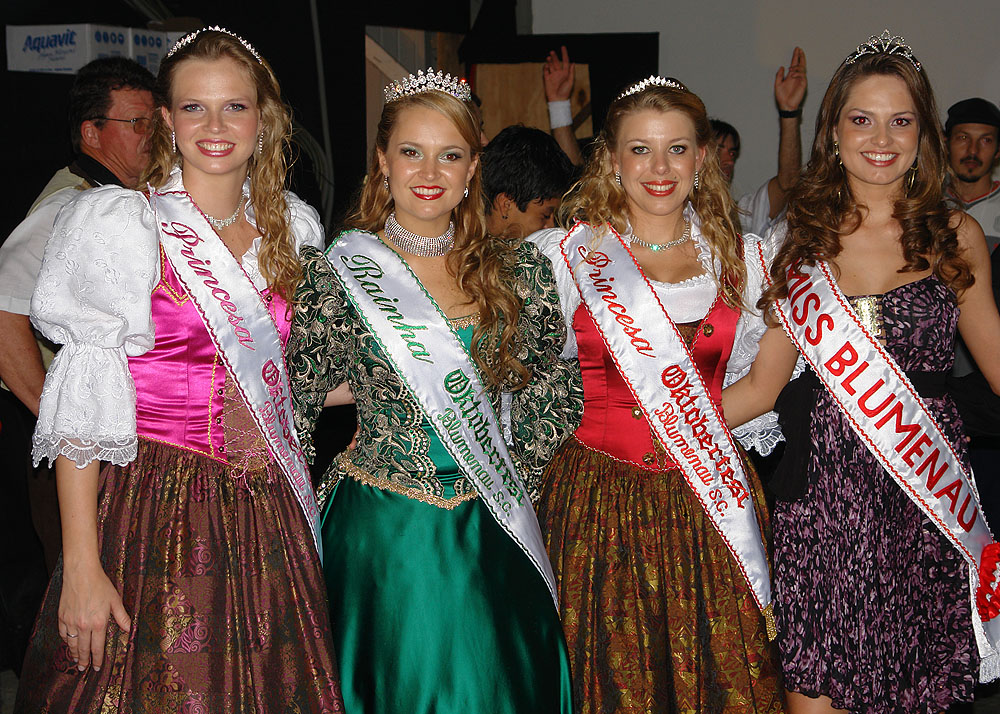
Koningin en prinses van het Oktoberfest en Miss Blumenau

Elk jaar wordt een Koningin van het Oktoberfest gekozen. Er zijn telkens 10 kandidaten die het tegen elkaar opnemen in de categorieën houding, catwalk, communicatieve vaardigheden, schoonheid en vriendelijkheid. Als er meer dan 10 kandidaten zijn is er eerst een voorselectie. De beste kandidate wordt gekozen als de koningin van het Oktoberfest, gevolgd door de 1e en 2e Prinses van het Oktoberfest.

## Nationale competitie "meter bier drinken"

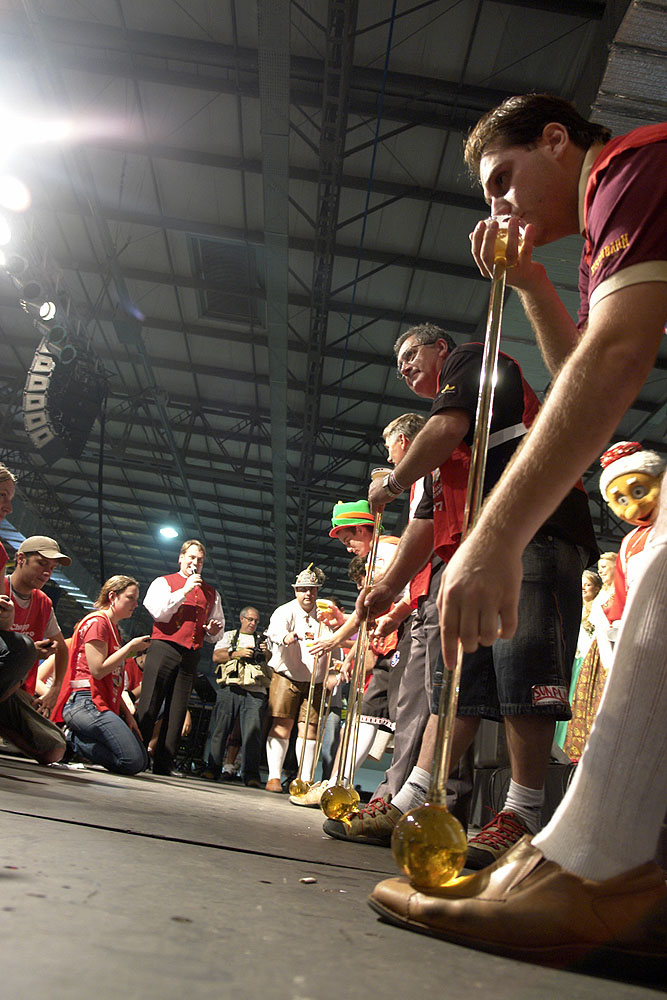
Deelnemers staan klaar voor de drinkproef tijdens het Oktoberfest in Blumenau

Deze drinkwedstrijd gaat tijdens het festival elke avond door, waarbij de deelnemers binnen een zo kort mogelijke tijd een langwerpig tulpglas (600 ml) met lange hals moeten leegdrinken. Op het einde van het evenement worden de winnaars (mannelijk en vrouwelijk) bekendgemaakt.